# Compostloper
De compostloper (Perigona nigriceps) is een keversoort uit de familie van de loopkevers (Carabidae). De wetenschappelijke naam van de soort werd in 1831 gepubliceerd door Pierre François Marie Auguste Dejean. De soort is in sommige literatuur en in Fauna Europaea ook te vinden als Trechicus nigriceps.